# Argonaut
Argonauterne (oldgræsk: Ἀργοναῦται Argonautai) er indenfor den græske mytologi de helte der gjorde følgeskab med Jason til Kolchis, som lå på den sydøstlige bred af Sortehavet, i hans jagt efter Det Gyldne Skind. Ordet er afledt af navnet på deres skib, Argo, der selv var opkaldt efter dets bygmester Argos.
Antallet af argonauter varierer alt efter hvilket kildemateriale, der tages udgangspunkt i. Mange af den græske mytologis største helte er at finde blandt argonauterne, bl.a. Amfiaraos, Bellerofon, tvillingerne Kastor og Polydeukes, Herakles/Herkules, Laertes og hans søn Odysseus, Orfeus, Peleus (Achilleus' far), Perseus, Theseus, Æskulap og Ødipus.
Stjernebilledet Argo Navis forestiller argonauternes skib Argo.